# Салгареда
Салгарѐда (на италиански: Salgareda) е градче и община в Северна Италия, провинция Тревизо, регион Венето. Разположено е на 8 m надморска височина. Населението на общината е 6671 души (към 2010 г.).